# Сойер, Дэвид
Дэвид Сойер (англ. David Soyer; 24 февраля 1923 года, Филадельфия — 25 февраля 2010 года) — американский виолончелист.
Учился у Дирана Алексаняна, затем у Эммануэля Фейермана и Пабло Казальса. Дебютировал с Филадельфийским оркестром в 1942 г. Известен особым интересом к ансамблевому музицированию: в 1952—1955 гг. входил в состав Квартета новой музыки, а в 1964 г. стал одним из основателей Квартета Гварнери, в составе которого играл до 2002 г.
Сойер также преподавал в Кёртисовском институте, Манхэттенской школе музыки, Джульярдской школе и музыкальной школе Марлборо.